# Matapeka Falls
Die Matapeka Falls sind ein Wasserfall im Waitomo District in der Region Taranaki auf der Nordinsel Neuseelands. Am Nordrand des Gebiets des Küstenorts Tongaporutu liegt er im Lauf des Mohakatino River, der in westlicher Fließrichtung etliche Kilometer hinter dem Wasserfall südlich von Mokau in die Tasmansee mündet. Seine Fallhöhe über ein markantes Kliff beträgt 37 Meter.